# 左景林
左景林（1968年8月—），南京大学化学化工学院教授，中国化学会无机化学学科委员会主任、配位化学国家重点实验室主任，研究方向为光电功能配合物、固氮酶等。中华人民共和国教育部2009年度“长江学者”特聘教授。

## 生平
1990年和1997年先后获得南京大学化学系学士、博士学位，并留校工作。1996年起先后前往香港大学化学系、慕尼黑工业大学无机化学研究所、哈佛大学化学和化学生物系从事学习和研究活动。